# Талызина, Анна Аркадьевна
А́нна Арка́дьевна Талы́зина (род. 28 августа 1972 года, Ярославль) — российский историк-медиевист, кандидат исторических наук, доцент кафедры истории средних веков исторического факультета МГУ (1998), руководитель лаборатории теоретико-методологических проблем преподавания истории (2013), руководитель отдела воспитательной работы со студентами и довузовской подготовки (2008—2018). Член жюри и заместитель председателя Центральной предметно-методической комиссии Всероссийской олимпиады школьников по истории.
Лауреат премии для молодых ученых МГУ (2001 и 2002) и Потанинской премии для молодых ученых (2006). Награждена грамотой Министерства Образования и науки РФ (2015), двумя благодарностями Ректора МГУ. Почетный работник сферы образования Российской Федерации (2025).

## Биография

### Ранние годы и детство
Анна Аркадьевна Талызина родилась 28 августа 1972 года в Ярославле. В раннем детстве переехала в Киев, приезжала на родину в Ярославль только на летние каникулы. Училась и оканчивала школу № 83 в Киеве. Ещё с 4 класса Талызина увлекалась историей, хотела поступить на исторический факультет МГУ и стать археологом. С 6 класса участвовала в олимпиадах по географии, иностранным языкам, химии, по которой заняла третье место по Киеву. Участвовала и побеждала в конкурсе лекторов и экскурсоводов в Ленинских залах. Окончила школу с золотой медалью.
Талызина не хотела поступать на исторический факультет в Киеве, так как, по её словам, уже в 1980-х уже чувствовалась рознь между русскими и украинцами, а также она хотела поступить в более престижные учреждения, чем те, что были там.

### Студенчество
Поступила в МГУ в 1989 году. Заявляет, что больше хотела увлекаться историей 1920-х — 1930-х годов, поступала в последний курс, где был набор на историю КПСС. Впоследствии Талызина изменила своё решение и поступила на кафедру истории средних веков, так как считала, что там сможет получить больше профессионального мастерства историка. В сентябре 1990 года Талызина съездила на последнее засеивание полей студентами. Большим событием для неё стала археологическая практика на месяц в Гнёздово, Смоленская область. В 1994 году окончила исторический факультет МГУ.

### Последующие годы
В 1998 году Талызина стала кандидатом исторических наук, защитив диссертацию по теме «Принципы и методы навигационной политики венецианского Сената XIII — первой половины XV вв». 
С 1999 года преподаёт на подготовительных курсах на историческом факультете. С 2002 по 2007 год преподавала в Лицее «Вторая школа» в Москве. В 2003 году впервые поучаствовала во ВсОШ по истории, когда факультет направил её в качестве жюри регионального этапа в Москве, а в 2005 году была приглашена в жюри на заключительный этап в Смоленске. С этого момента Талызина стала постоянным членом жюри в заключительном этапе во ВсОШ по истории. Единственные пропуски были в 2008 году и 2020 году из-за пандемии. С 2010 года является членом ЦПМК, занимается координацией работы членов комиссии по составлению заданий, взаимодействует с оргкомитетами на местах при подготовке и проведении заключительного этапа. Со временем Талызину стали называть ответственным секретарём комиссии.

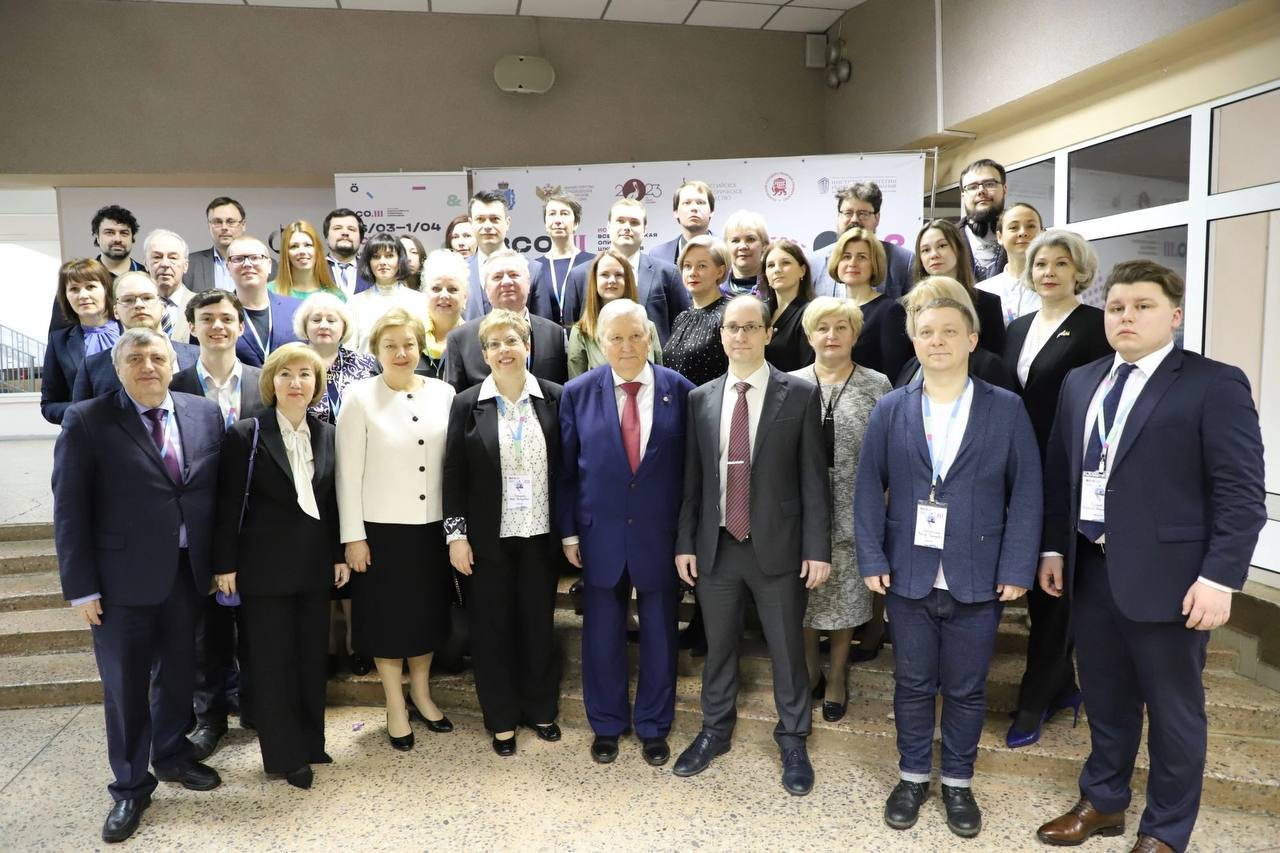
Анна Аркадьевна Талызина вместе с остальными членами ЦПМК в 2023 году на закрытии заключительного этапа в Пскове (первый ряд, четвёртая слева)

В 2017 году стала соавтором курсов по подготовке к ВсОШ по истории. Талызина отмечает, что думала об этом с 2011 году, но начала собирать материалы лишь в 2014 году.